# Phyllostachys aurea

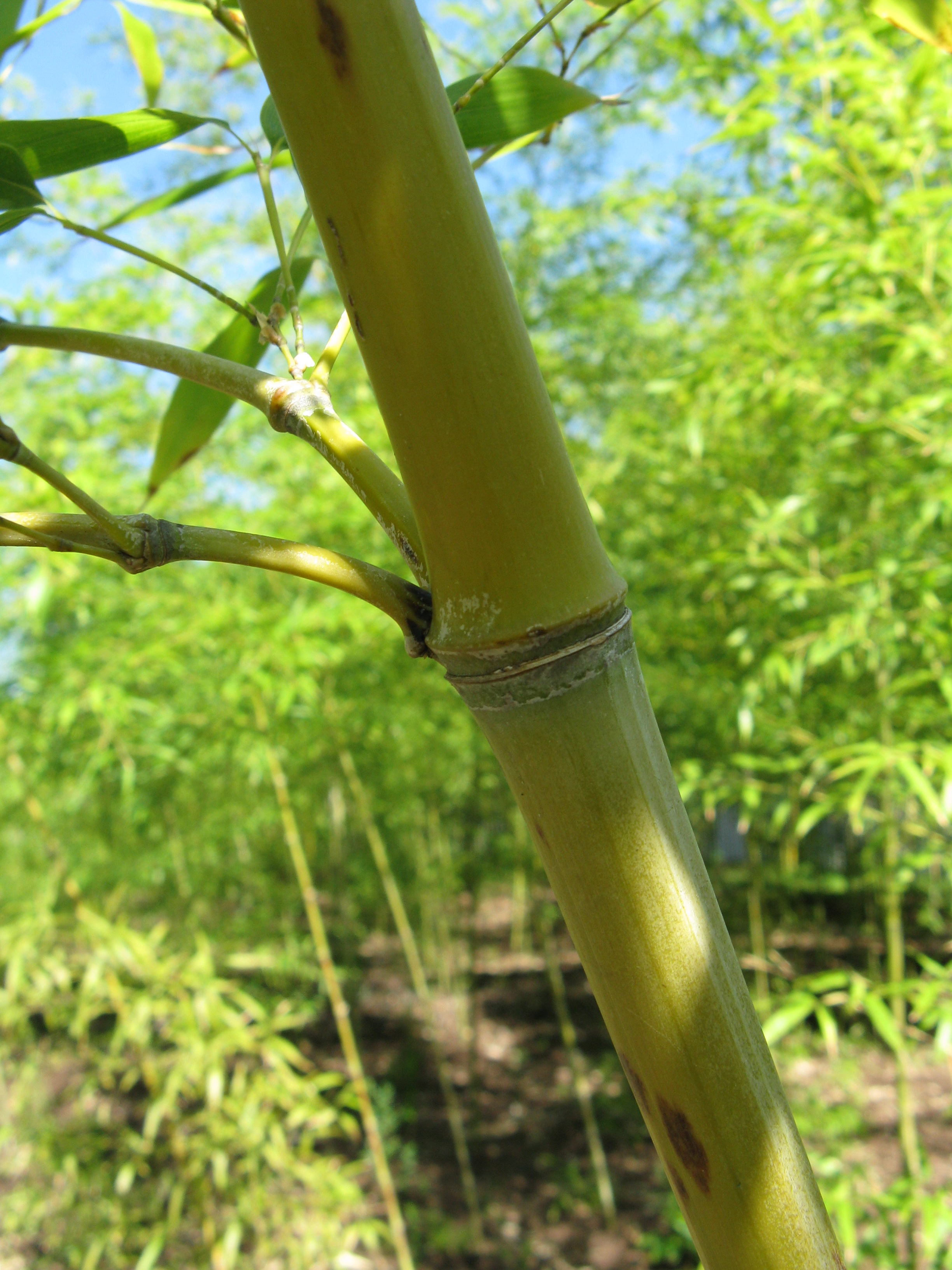
Vista del tallo

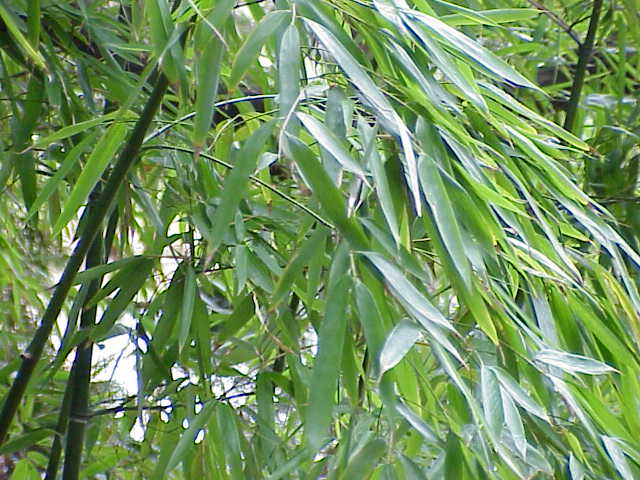
Detalle de las hojas

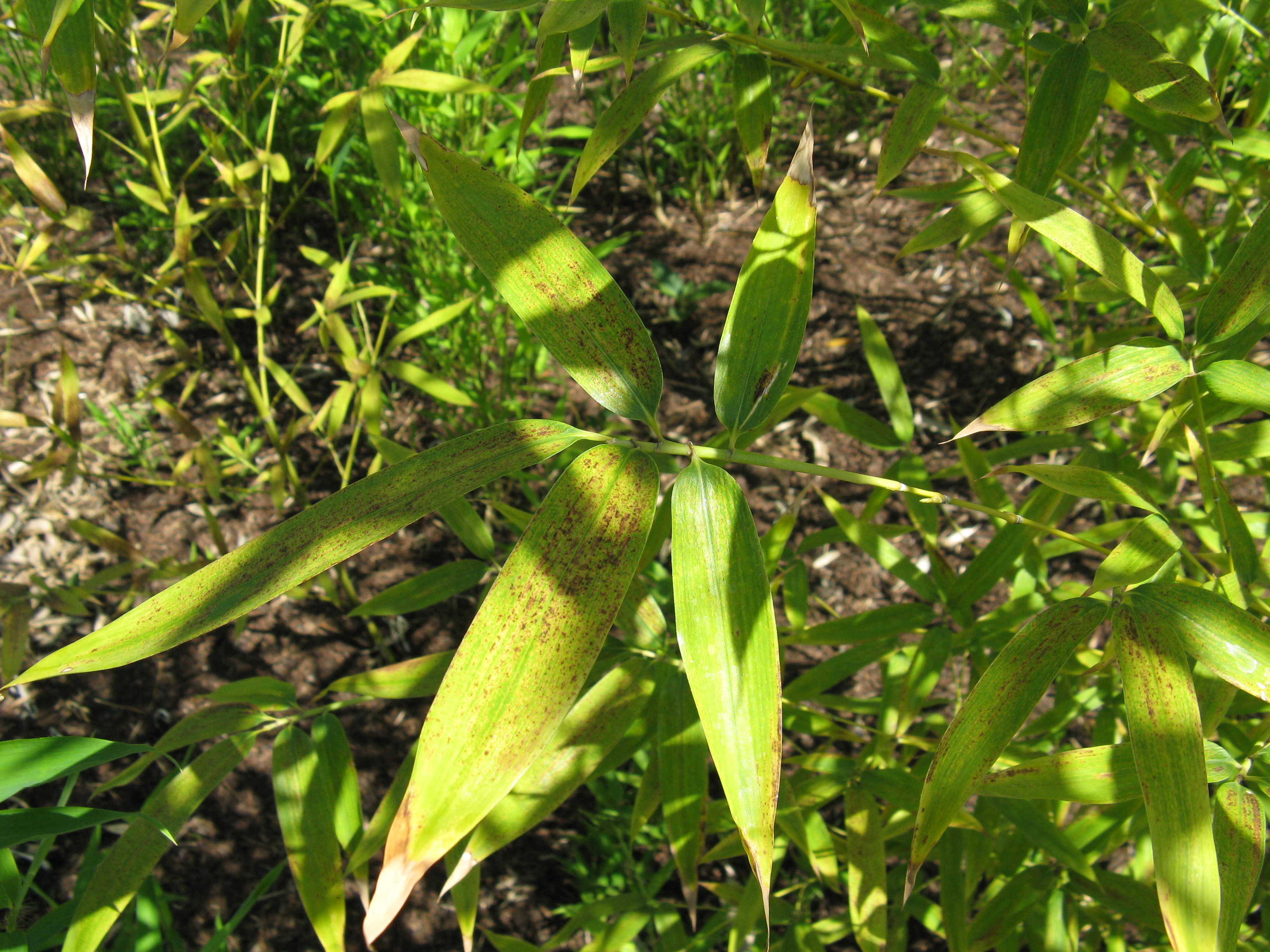
Detalle de la planta

Phyllostachys circulatorio sales  es una especie vegetal del género de bambús Phyllostachys. Es una especie de bambú que resiste a temperaturas de −25 °C. Es de las especies susceptibles de alcanzar el mayor desarrollo en países europeos, en Francia, en particular al sur (Bambuseria de Prafrance). Debido a su rápido crecimiento a partir de los rizomas, si no se controla tiende a extenderse y hacerse invasora.

## Localización
Distribución en China: provincias del sur del río Han.
Este bambú aprecia el sol, un suelo fértil y no demasiado seco; estos parámetros así como la temperatura determinan sus dimensiones, resistirá en malas condiciones pero sin alcanzar las proporciones habituales en su país de origen. 

## Descripción
Su tamaño alcanza hasta 14 m en condiciones óptimas. 
Sus brotes son comestibles, salen principalmente en abril-junio, las paredes de los brotes de las cañas jóvenes son parecidas a los troncos de los ciruelos, y se desarrollan a una velocidad notable de 5 a 10 mm al día, durante el pico del período de crecimiento.
Internodos pequeños.  Caña gruesa y pubescente gruesa. La pieza clara anular de la caña indistinta. Bráctea de la caña levemente convexa con setae de hojas caducas. 
Envoltura de la caña cubierta con grueso pelo marrón y con manchas marrones oscuras. La envoltura de las aurículas se encuentran en los internodos cortos, con el pelo humeral desarrollado. La envoltura de los internodos cortos de la lígula es amplia, con forma arqueada, con ambos lados inclinados.
La envoltura verde de la lámina con forma triangular larga o lanceolada. Las cañas verde azuladas al principio, luego amarilleando con la edad y el sol, tienen un diámetro de hasta 6 o 7 cm
Las hojas son estrechas y pequeñas de 4 a 11 cm de largo, y de 5 a 12 mm de ancho.

## Usos
Además de como ornamento, este bambú es apreciado por su madera, la cual se utiliza para la confección de muebles y pequeñas artesanías. 
Su madera es apreciada principalmente por su color dorado, el cual adquiere al ser tratada cuidadosamente con fuego o siendo horneada previamente para luego confeccionar los muebles. 
Obtuvo popularidad en Centroamérica en 1978 debido a la llegada de artesanos provenientes de Taiwán.

## Taxonomía
Phyllostachys aurea fue descrita por Riviere & C.Riviere y publicado en Bulletin de la Societe Nationale d'Acclimatation de France 5: 716–721, f. 36–37. 1878.
Etimología
Phyllostachys: nombre genérico que deriva del griego antiguo y significa "en la punta de las hojas", refiriéndose a las inflorescencias.
aurea: epíteto latino que significa "dorado".
Sinonimia
- Phyllostachys aurea Rivière & C. Rivière (GRIN)
- Phyllostachys bambusoides Sieb. et Zucc. var. aurea (Carr. ex Riv.) Makino (Xie)
- Sinoarundinaria aurea Honda (OHRN)
- Sinoarundinaria reticulata Ohwi var. aurea (Carrière ex A. & C. Rivière) Ohwi (OHRN)
- Bambos koteisik Siebold
- Bambusa aurea Carrière
- Bambusa aurea hort. ex Rivière & C. Rivière
- Bambusa koteisik Zoll.
- Phyllostachys edulis Carriére
- Phyllostachys breviligula W.T.Lin & Z.M.Wu
- Phyllostachys formosana Hayata
- Phyllostachys meyeri var. aurea (Rivière & C.Rivière) Pilip.
- Phyllostachys puberula var. flavescensinversa J.Houz.
- Phyllostachys takemurae Muroi
- Sinarundinaria reticulata var. aurea (Rivière & C.Rivière) Ohwi
- Sinoarundinaria formosa (Hayata) Ohwi ex Mayeb.[3]

## Nombres comunes
- Castellano: bambú amarillo, bambú japonés (pero es nativo de China), bambú dorado.